# 사보섬 해전
사보섬 해전(영어: The Battle Of Savo Island)은 제1차 사보섬 전투로도 알려져 있으며, 일본측에서는 제1차 솔로몬 해전(일본어: 第一次ソロモン海戦)이라고 부른다. 제 2차 세계 대전의 태평양 전쟁에서 벌어진 일본 제국 해군과 연합군 사이 해상 전투다. 1942년 8월 8일 ~ 8월 9일 양일간 일어났으며, 과달카날 전역에서 벌어진 첫 번째 주요 해상 교전이었다.
연합군이 솔로몬 제도 동쪽에 상륙하자 일본 해군은 미카와 군이치 제독 지휘 아래 7척 순양함과 구축함 1척으로 대응 함대를 구성하였다. 이 함대는 뉴브리튼섬과 뉴아일랜드섬 기지를 출발하여 뉴조지아 해협으로 남하하였다. 일본군은 상륙부대의 지원함들과 호위선단을 공격할 계획이었다. 연합군의 호위선단은 영국군인 빅터 크루츨리(Victor Crutchley) 제독 지휘하에 순양함 8척과 구축함 15척으로 구성했었으나, 그 가운데 순양함 5척과 구축함 7척만 전투에 참가한다. 야간 작전에서 미카와 제독은 연합군에 대한 완벽한 기습 공격에 성공하였으며, 호주 해군 소속 순양함 1척과 미국 해군 소속 순양함 3척을 침몰시켰다. 반면에 일본군 피해는 매우 경미하였다. 이 전투는 미해군 사상 최악의 패배로 일컫는다.
미카와 제독은 야간 작전 성공 후 날이 밝으면 연합군 항공모함 공격을 염려하여, 남은 연합군 원정군에 대한 소탕 작전을 접고 날이 밝기 전에 철수한다. 이 일본군 공격으로 사보섬 주변 다른 상륙함들과 전투함들도 상륙작전을 위한 하역 작업을 종료하지 못한 상황에서 철수하여 주변 해역에 대한 재해권이 일본 제국 해군으로 일시적으로 넘어가게 된다. 상륙함과 전투함 및 보급선의 철수로 말미암아 이틀 전 상륙작전을 수행한 지상 병력들은 제한된 보급 상황에서 교두보를 사수해햐 했다.
미카와 제독은 연합군 항공모함 공격에 따른 손실을 크게 걱정하여 다른 상륙함과 보급선에 대한 수색 정찰 작전을 취소하고 철수하였으나, 실제로 연함군 항공모함 부대는 작전 반경에 없는 상황이었다. 연합군 역시 일본 해군 공격으로 항공모합 전력 손실을 걱정하고 있었기 때문에 항공모함 부대는 상당히 후방에 있었다. 결과적으로 연합군 상륙부대에 결정적인 타격을 가할 기회를 놓쳤으며, 일본군이 과달카날을 포기하는 결과로 이어지게 된다. 또 이 결정적인 순간에 연합군 측에 지속적인 피해를 강요하지 못함으로서, 연합군이 핸더슨 비행장에 대한 방어를 충분히하여 1942년 말기에 이루어지는 지원군이 올때까지 버틸 수 있게 된다.
사보섬 해전은 과달카날 전역에서 벌어진 5번의 주요 해상, 해상-공중 전투 가운데 하나이며, 일본군 입장에서는 태평양 지역에서 연합군측의 공세에 대한 중요한 반격이었다. 이 전투들은 1942년 11월 30일 타사파롱가 해전까지 이어지며, 1943년 1월 29일 ~ 1월 30일에 벌어진 레넬섬 전투(Battle of Rennell Island)로 마무리된다.

## 배경

### 과달카날 전역
1942년 8월 7일, 미국 해병대를 주축으로 한 연합군은 동부 솔로몬 제도의 과달카날, 툴라기, 플로리다 등 3곳에 상륙한다. 연합군은 일본군이 이 섬을 전진기지로 사용하는 것을 방지하고, 과달카날에 비행장(차후에 핸더슨 비행장으로 명명됨)이 완공되는 것을 막는 것이 목적이었다. 일본군이 솔로몬 제도에 해군 기지 및 비행장을 완성하면, 미국과 호주 사이의 보급선이 위협 받을 소지가 높았다. 또 연합군은 이 섬을 기반으로 라바울의 일본군 기지를 고립 시키고, 솔로몬 제도를 탈환하고자 하였다. 그리고 이러한 연합군의 공세는 뉴기니아 전역으로 이어진다. 과달카날 작전은 6개월에 이르는 과달카날 전역의 시작이었다.
과달카날과 툴라기 작전은 프랑크 플레쳐 제독이 지휘하였다. 그는 공중엄호를 담당할 항공모함도 지휘하고 있었다. 리치몬드 터너 제독은 과달카날과 툴라기에 상륙할 16,000명의 연합군을 수송하는 상륙함대를 통솔하고 있었다.:14 그리고 영연방의 빅터 크루츨리 제독이 8척의 순양함과 15척의 구축함, 5척의 소해정을 이끌고 터너 제독과 상륙부대를 호휘하였다. 크루츨리 제독은 호주 중순양함 HMAS 오스트레일리아를 기함으로 함대를 지휘하였다.:621–4
일본은 연합군에게 허를 찔렸다. 연랍군은 8월 8일 저녁때까지 툴라기, 가부투-타남보고와 과탈카날에 건설중이던 비행장을 확보하였다.:14–5 8월 7-8일 양일간, 라바울에서 출격한 일본군 항공기가 연합군 상륙부대에 공격을 가하였으며, 미해군 수송함 조지 F. 엘리엇(USS George F. Elliott, AP-13)과 구축함 자비스(USS Jarvis, DD-393)에 큰 피해를 주었다. 엘리엇함은 차후에 침몰하였다.:90–103 그러나 일본군이 공급 과정에서 36기의 항공기(14기의 함제기)를 잃은 반면, 연합군에서는 19기의 항공기를 잃었다.:80

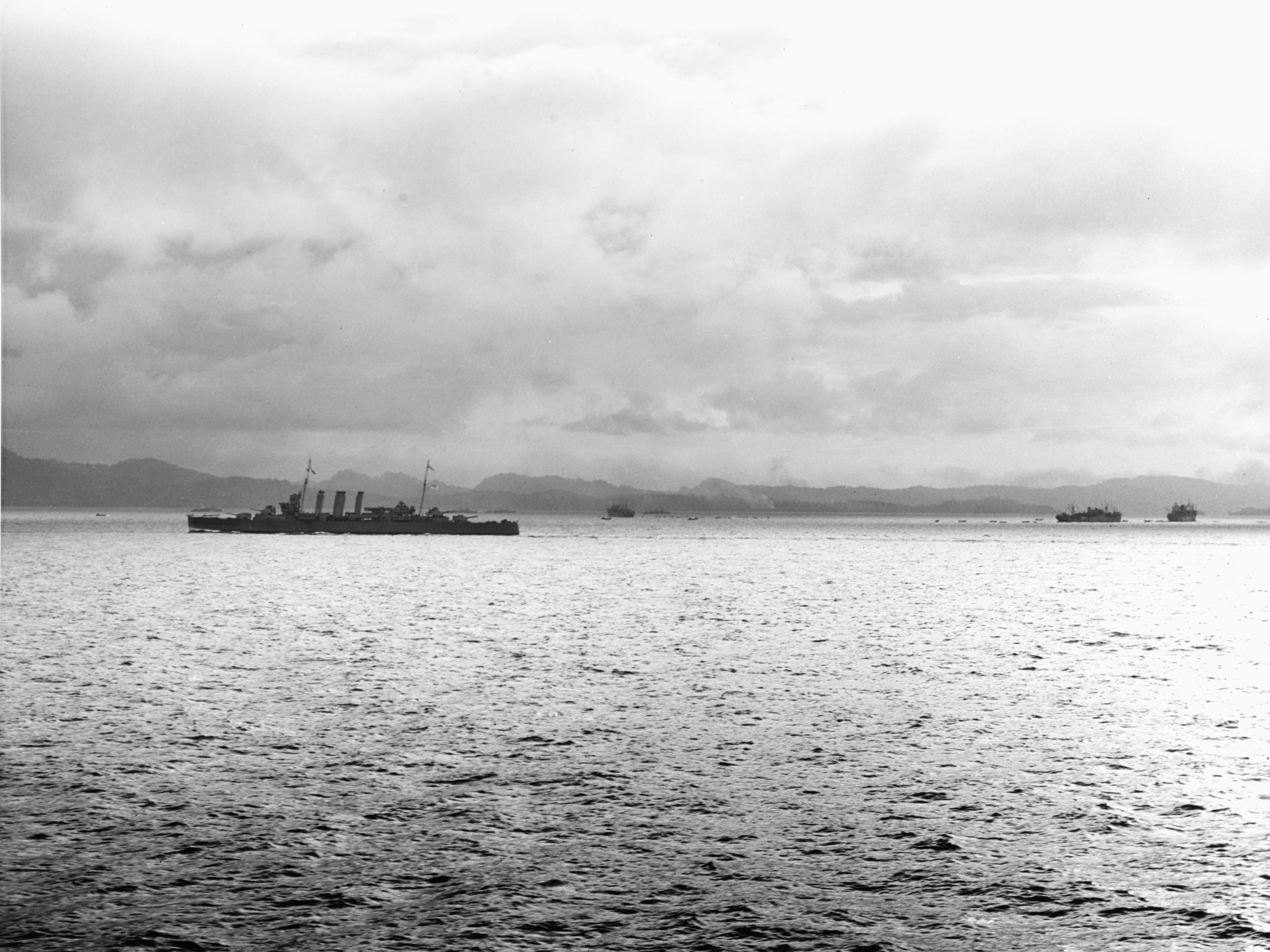
HMAS Canberra (center left) protects three Allied transport ships (background and center right) unloading troops and supplies at Tulagi.

플레쳐 제독은 일본군의 공격으로 발생하는 휘하의 항공모함과 함재기에 대한 손실과 함대의 연료 수준에 대하여 심각하게 생각하였으며, 결국 8월 8일에 항공모함 기동 함대를 철수시키기로 결정하였다.
차후에 역사가들은 함대의 연료 상황이 심각하지 않았다고 비판하지만, 플레쳐 제독은 함대를 작전지역에서 철수 시키는데 있어 충분한 이유가 된다고 강변하였다.:94:28:104–5 플레쳐 제독의 자서전을 집필한 작가의 메모에 따르면, 플레쳐는 상륙 작전이 성공적으로 수행되었기 때문에 근접 항공 지원이 당분간 필요하지 않을 것으로 판단했다고 한다. 플레쳐 제독은 21기의 함재기를 잃은 휘하의 항공모함들이 일본군의 항공 어뢰 공격에 취약하다고 생각하였으며, 일본군 함대가 도착하기 전에 함대에 연료를 보급하는 것이 급선무라고 생각하였다. 그래서 터너 제독과 벤더그리프트 제독에게 사전에 전달한데로 철수를 감행하였다. 그러나 터너 제독은 8월 9일 상륙물자 하역 작업이 끝날때까지 공중지원을 지원해 줄 것이라고 생각하였다.
하역 작업은 터너 제독의 계획보다 오래 걸렸으며, 터너 제독은 항공 지원 없이 계속 작전을 수행할 수 없을 것이라고 판단하였다. 터너 제독은 최대한 작업을 진행하고, 다음날 철수 하는 것으로 결정하였다.:59

### 일본군의 반응
연합군의 과달카날 상륙에 적절하게 대응하지 못했던 일본군은 다음과 같이 대응하였다. 라바울 해군 기지에서 새로이 편성된 일본 제국 해군 8함대 사령관으로 부임한 미카와 제독은 2척의 수송함에 519명의 육전대를 싣고 8월 7일에 과달카날에 상륙하고자 하였다. 그러나, 과달카날의 연합군 병력 규모가 압도적이라는 사실을 확인하고 수송함을 철수 시켰다.:87:126
미카와 제독은 과달카날의 연합군을 공격하기 위하여 근처 해역에서 가능한 모든 전투함을 소집하였다. 라바울 해군기지에는 미카와 제독의 기함인 중순양함 초카이(Chokai)와 2척의 경순양함 텐류(Tenryu)와 유바리(Yubari), 구축함 유나기(Yunagi)가 정박해 있었다. 카이엥섬(Kayieng)에서 귀항하고 있던 고토 아리토모 제독 휘하의 6 순양함대 소속 4척의 중순양함 아오바(Aoba), 후루타카(Furutaka), 카코(Kako), 키누가사(Kinugaza)의 전력이 더해졌다.:193–4:21
일본군은 사보섬 해전 직전에 야간 전투를 집중적으로 훈련하였으나, 연합군은 이 사실을 알지 못하였다.:43–4 미카와 제독은 8월 8일과 9일 야간에 미함대와 교전하기를 기대하였다. 이는 일본 함대가 연합군이 장악한 제공권의 잇점을 상쇄하고, 일본군의 야간 전투 훈련의 효과를 볼 수 있을 것으로 기대하였기 때문이다. 미카와 제독의 함대는 8월 7일 저녁 세인트 조지 곳을 돌아 남동쪽으로 향하였다.

## 전투

### 미국과 일본의 전력

#### 미국(남부 함대)
(오스트레일리아) 중순양함 오스트레일리아;
(오스트레일리아) 중순양함 캔버라;
(미국) 중순양함 시카고;
(미국) 구축함 패터슨;
(미국) 구축함 바글리;
(미국) 구축함 블루;
(미국) 구축함 랠프 탤벗;
(미국) 구축함 자비스;

#### 미국(북부 함대)
(미국) 중순양함 아스토리아;
(미국) 중순양함 퀸시;
(미국) 중순양함 빈센스;
(미국) 구축함 헬름;
(미국) 구축함 윌슨;

#### 미국(동부함대)
(호주) 경순양함 호바트;
(미국) 경순양함 산후안;
(미국) 구축함 몬센;
(미국) 구축함 뷰캐넌;

#### 일본함대
중순양함 죠카이;
중순양함 아오바;
중순양함 카고;
중순양함 기누가사;
중순양함 후루타카;
경순양함 덴류;
경순양함 유바리;
구축함 유나기;

### 전초전

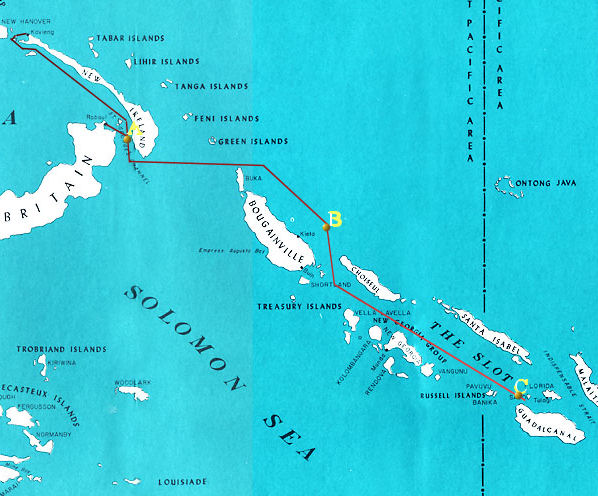
Approach route of Mikawa's force from Rabaul and Kavieng (upper left), pausing off the east coast of Bougainville (center) and then traveling down The Slot to attack Allied naval forces off Guadalcanal and Tulagi (lower right)

미카와 제독의 함대는 부카섬 북쪽에서부터 부건빌섬 동쪽 해안을 따라 남하하였다. 함대는 8월 8일 오전에 부건빌섬의 키에타 동쪽에서 6시간 동안 대기하였다. 이는 함대가 과달카날로 접근하기 전에 연합군의 공중 공격을 받지 않도록 시간을 조절한 것으로 보인다.:126 그리고 미군 정찰기에 발각되지 않기를 기대하며 "좁은 틈(The Slot)"으로 알려진 해협을 통과하였다. 사실, 일본 함대는 슬롯 해협에서 미해군 잠수함에 발각되었다. 매복하고 있던 S-38함은 어뢰로 공격하고자 하였으나, 지나치게 가까워 포기하였다. 잠수함 함장 멘슨 소령은 "2척의 구축함과 함종을 알 수 없는 3척의 큰 함선이 세인트 조지 곶 서쪽 8마일 해상에서 140도 방향으로 최대속도 항진중":355이라고 보고하였다. 그러나, 이와 같은 경고는 해당부대의 규모가 너무 작아서 본대를 공격할 수 없다고 판단하여 무시되었다.
한편, 미카와 제독은 부겐빌에서 함대를 전투대형으로 전개하고, 각각의 순양함에서 수상함 한대씩을 동원하여 남솔로몬 해역에 대한 정찰에 나섰다.
10:20, 그리고 11:10에 미카와 함대는 뉴기니의 밀네만 기지에서 발진한 호주공군의 정찰기 허드슨기에 의해 포착되었다.:88 첫번째 허드슨기는 미카와의 함대를 보고 "순양함 3척, 구축함 3척, 수상기 보유선 2척"이라고 잘못 인식하였다. (허드슨기의 승무원은 정확히 보고하였으나, 밀네 기지 정보 장교가 잘못 해석하였다는 이야기도 있다( 허드슨기의 승무원은 뉴기니아에 위치한 폴강의 연합군 라디오스테이션에 이를 보고했으나 아무런 응답이 없었다. 그래서 이 보고를 확실히 하기 위해 최대한 빨리 밀네만 기지로 귀환하여 12:42분에 밀네만에 도착하였다. 두번째 허드슨기 역시도 미카와의 함대를 발견했으나 라디오 스테이션에 보고하는데 실패하고 밀네만에 15:00에 귀환하였다. 두번째 허드슨기는 "중순양함 2척, 경순양함 2척, 함종 미확인 1척"이라고 보고하였다. 알 수 없는 문제로 인해, 이 보고들은 과달카날의 연합군 함대에 신속히 전달되지 않았고, 8월 8일 18:45분과 21:30분에서야 보고되었다.:139–50
미카와 제독의 수상정찰기는 12:00에 귀함하였고 연함군 함대가 두 그룹으로 나누어져 있다고 보고하였다. 한쪽은 과달카날 연안에 있고, 다른 한편은 툴라기 연안에 있었다. 미카와 제독은 함대를 정비하여 과달카날로 향하였다. "좁은 틈(The Slot)"으로 알려진 슈아절섬 근처의 해협에 16:00에 진입하며 미카와 제독은 휘하 전투함에 다음과 같이 명령하였다. "사보섬 남쪽의 적을 급습하고, 과달카날 환초의 적 주력에 어뢰 공격을 퍼부은 다음 툴라기 방면으로 회항하며 공세를 지속한다. 이후 사보섬 북쪽으로 퇴각한다":20
미카와 제독의 함대는 "좁은 틈" 해협을 통과하는 동안 연합군에 탐지되지 않았다. 터너 제독은 남태평양 연합 공군 사령관인 존 메케인 장군에게 8월 8일 오후에 "좁은 틈" 해협에 대한 추가적인 정찰을 요구하였지만, 알 수 없는 이유로 메케인 장군은 해당 작전을 명령하지 않았으며, 터너 제독에게 정찰 작전을 수행하지 않았다는 사실도 전달하지 않았다. 따라서 터너 제독은 8월 8일 내내 "좁은 틈" 해협에 대한 연합군의 정보 자산이 충분하다고 판단하고 있었다.:89–92

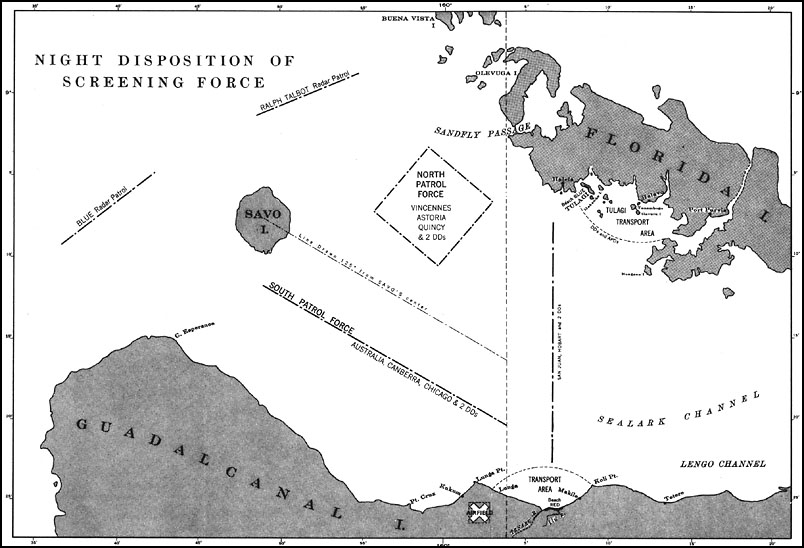
Chart of the disposition of Allied ships the night of August 8.

한편, 호위임무를 계속 수행중이던 크럿츨리 제독은 한창 하역이 진행 중이던 수송선들을 방어하기 위해, 연합군 함대를 세개의 그룹으로 나누었다. "남부"그룹은 호주 중순양함 캔버라(HMAS Canberra), 오스트레일리아(HMAS Australia)와 미해군 순양함 시카고(USS Chicago)와 구축함 패터슨(USS Patterson), 바글리(USS Bagley)로 구성하여 룽가 곶과 사보섬을 순찰토록 했다. 사보섬과 에스페란사 곶 사이를 방어하기 위해서였다. "북부"그룹은 미해군 중순양함 빈센스(USS Vincennes), 아스토리아(USS Astoria), 퀸시(USS Quincy)와 구축함 헬름(USS Helm), 윌슨(USS Wilson)으로 구성하여 툴라기와 사보섬을 사각형으로 순찰토록 했다. 사보섬과 플로리다섬 사이를 방어하기 위해서였다. "동부"그룹은 순양함 산후안(USS San Juan), 호바트(HMAS Hobart), 그리고 구축함 두척으로 구성하여 플로리다섬과 과달카날섬 사이를 방어토록 했다.:195 크럿츨리 제독은 야간 작전에 필수적인, 레이다가 장착된 구축함 두척을 일본함대의 접근을 미리 알기 위해 일본함대가 가장 오기 쉬운쪽인 서쪽 사보섬에 배치하였다. 또한, 구축함 랄프 탈봇(USS Ralph Talbot)은 사보섬 북쪽을, 구축함 블루(USS Blue)는 사보섬 남쪽을 12~30 km 간격을 두고 순찰하게 하여 적이 어느방향으로 오건 알 수 있도록 만반의 태세를 갖추었다. 그러나, 연합군은 당시 함선에 장착된 원시적인 레이다가 지근 거리에 있는 섬의 영향으로 관측 거리가 상당히 제한된다는 사실을 알지 못하고 있었다.:99 그 외에도 일본군의 잠수함이 혹시나 경계망을 뚫고 수송선들을 공격할까봐, 일곱척의 구축함을 수송선 근처에 남겨 순찰을 돌게 했다.:80–1
하지만, 문제가 있었다. 연합군 함대의 승무원들은 이틀동안 지속해서 수송선들의 하역작업을 돕거나, 경계근무를 서고 있었으므로 매우 피로했다. 게다가 날씨 또한 극도로 덥고 습하여 피로를 가중시켰다. 대부분의 크럿츨리 제독 휘하의 전함들은 8월 8일 야간에 2급 경계태세 상태에 있었는데, 이는 모든 승무원들이 2교대로 근무를 하는 상태였다.:32
저녁이 되자, 터너 소장은 크럿츨리와 벤더그리프트-해병대 소장을 불러, 플레쳐 제독의 항공모함의 도착과, 수송선 철수계획에 대해 논의하기 위해 회의를 소집한다. 20:55분이 되자, 크럿츨리는 중순양함 오스트레일리아를 타고 회의장으로 갔다. 남은 남부그룹은 시카고의 함장 하워드 보드에게 맡겨놓았다. 크럿츨리는 나머지 두 그룹에는 자신이 회의장으로 가서 자리를 비운다는 사실을 전하지 않았다. 이는 결국 잠시뒤 일본함대의 공격에 지휘체계가 마비되는데 큰 원인이 된다. 보드는 잠에서 덜깬 상태로 일어나 명령을 받은뒤, 자신의 시카고를 기함자리에 위치시키지도 않고, 다른 함선을 그자리에 갖다놓고 다시 잠을 자러 간다. 한편, 회의장에서 터너와 크럿츨리, 벤더그리프트는 허드슨기가 보고해온 일본함대의 존재에 대해 논의하였다. 그러나 정찰기의 보고에 의하면 기껏해야 순양함 두세척에 불과한 약체함대였으므로, 터너 크럿츨리 벤더크리프트 모두 일본함대가 오늘밤(8월 8일)에는 별로 위협이 될거라 생각하지 않았다. 벤더크리프트 제독은 함대의 툴라기에서 이루어지는 하역 작업의 종료 시점을 예상하기 위하여 하역 작업을 감독하러 자정무렵에 회의장을 떠났으며, 크럿츨리는 곧장 남부그룹에 복귀하지 않고, 중순양함 오스트레일리아는 과달카날 바깥쪽에 정박시켰다. 이때에도 그의 부재를 나머지 그룹에 알리지 않았다.:96–7

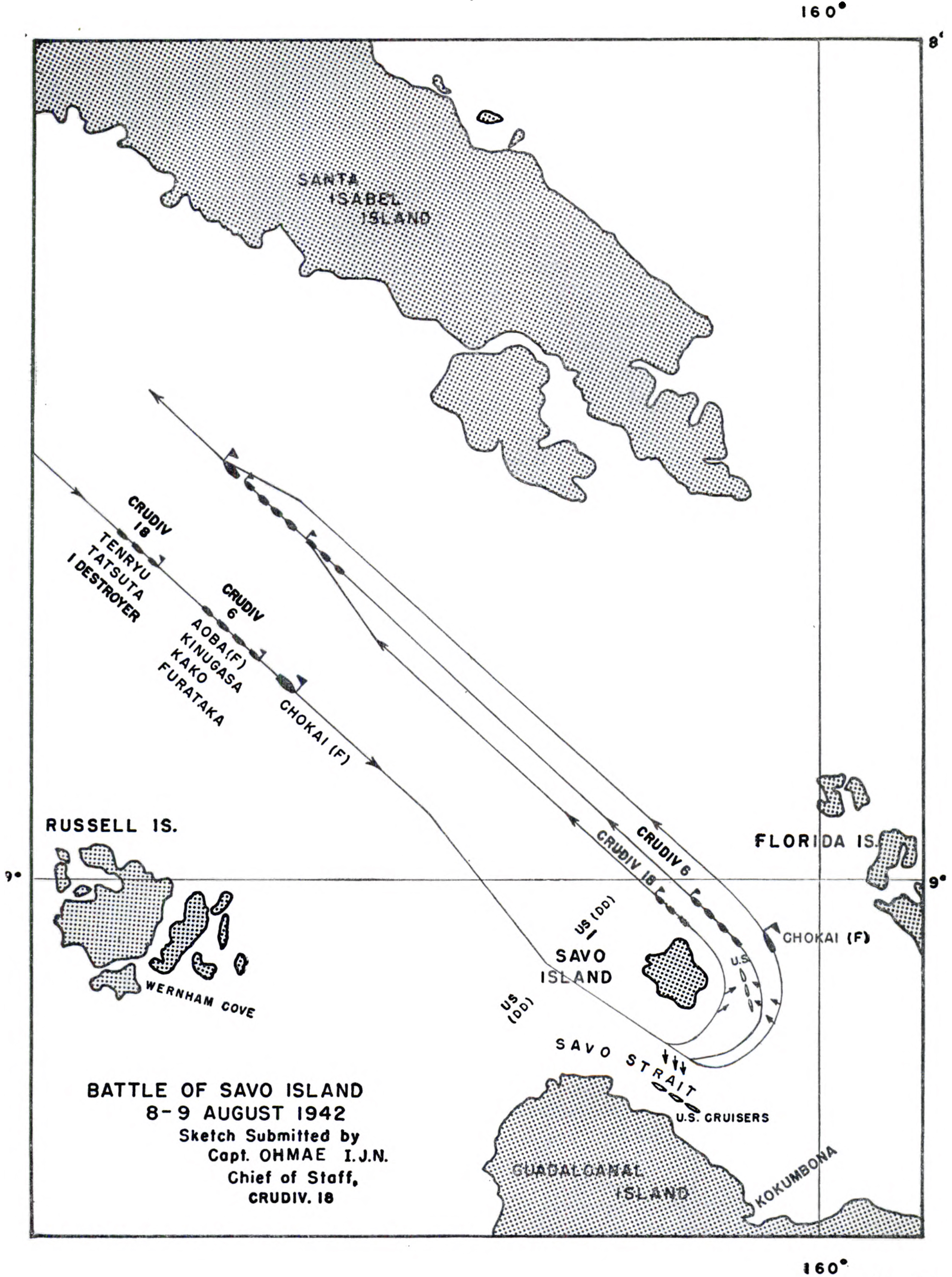
Chart of the approach and departure of Mikawa's ships from the battle area

한편 미카와 제독은 과달카날 근해로 가까이 접근하여, 마지막 정찰과 포격 목표에 플레어를 밝히기 위하여 3기의 수상기를 발진하였다. 8월 8일 23:45에 연합군 수병은 이 수상기들을 확인하였으나, 아무도 이를 지휘부에 보고하지 않았다.:165–6
미카와 함대는 3 km 길이의 일열로 중순양함 죠카이, 아오바, 카고, 기누가사, 후루쿠타, 덴류, 유바리, 유나기의 순서로 항해하고 있었다. 8월 9일 오전 00:44에서 00:54 사이에 미해군 구축함 블루(USS Blue)를 9 km 전방에서 관측하였다.:197

### 사보섬 남쪽 전투
블루를 피하기 위해, 미카와 제독은 사보섬 남쪽을 빠져나가는 쪽으로 방향을 틀었다.:36 제독은 함대의 항적을 줄여서 연합군에 탐지되지 않도록 하기 위하여 함대의 속력을 22노트(시속 41 km)로 줄였다.:103 4분뒤, 일본군 견시가 미해군 구축함 랄프 탈봇으로 생각되는 정체 불명의 함선을 16 km 안쪽에서 발견하였다.:103:171 일본군 전함들은 50대의 포문을 블루함에 조준해놓고, 조심조심 빠져나갔다. 만일 블루에게 들키면, 즉각 50문의 대포가 블루를 향해 쏠 준비를 하고 있었다.:36 블루함과 일본군 함대의 거리가 2 km 이내가 되었으나, 이때 갑자기 블루는 반대방향으로 돌아가기 시작했다. 이것은 블루가 순찰지점의 끝에 도달했기 때문에, 다시 돌아간 것이었다. 결과적으로는 블루함이 일본 함대를 선도하는 모양이 되었다.:171–3 미카와 제독은 자신의 함대가 발견되지 않았다는 것을 알고, 계속해서 사보섬 남쪽을 향해 속도를 26노트(시속 48 km)에서 30노트(시속 56 km)까지 올렸다. 01:25, 미카와 제독은 함대를 전투대형으로 산개시키고 01:32분에 전군에 공격명령을 내렸다.:197
이때, 일본 구축함 유나기는 일본군 주력과 떨어져서 반대방향으로 가고 있었다. 아마도 야간에 시야를 잃었거나, 미카와의 지시로 후방을 보호하기 위함이었을 것이다. 1분 뒤, 유나기함의 견시는 우현에서 미국 구축함 자비스를 발견한다. 자비스는 크게 파손된 상태였고, 수리를 받기 위해 과달카날을 떠나 호주로 가고 있는 중이었다. 자비스가 일본군을 발견했는지 여부는 라디오의 고장 때문에 알려져 있지 않다. 일본의 구축함 후루카타가 자비스함을 향해 어뢰를 발사했으나 이는 빗나갔다.:103–4 일본군 함대는 자비스함 앞 1.1km까지 접근하였다. 덴류함의 장교가 자비스함의 갑판에 아무도 없음을 확인할 수 있을 정도였다. 자비스함은 일본군의 공격에 전혀 반응하지 않았다.:176–7
자비스를 발견한 지 2분이 지나, 일본군 견시가 조지 F. 엘리엇함이 불타오르는 불빛에 비춰진 12.5 km 전방의 미군 "남부함대" 소속 구축함과 순양함을 발견했다.:178 몇분이 지나고, 01:38에 일본 순양함들이 일제히 미국 남부함대 방향으로 어뢰를 발사했다.:36–7 이때, 죠카이함의 견시도 16 km 전방에서 미국 "북부함대"를 발견하였다.:104 죠카이함은 미국 북쪽함대를 향해 방향을 틀었고, 일본군 주력도 이를 따랐다. 물론 포문은 남쪽함대를 향해 조준한 상태였다.:179–80
미군의 구축함 패터슨은 유일하게 이 전투에서 기민하게 움직였는데, 이는 패터슨의 함장이 다른 미국 함장들과는 달리, 오전 일본함대 출현보고와, 오후 미확인 비행물체 식별을 예삿일이 아니라고 생각하고 있었기 때문이었다. 01:43분, 패터슨함은 일본군 전함(아마도 기누가사)를 발견했고, 경고라디오를 발송한 후 경고등을 켰다. "비상! 비상! 의심스러운 전함이 항구로 들어오고 있다!" 패터슨함은 스피드를 최대로 올리고, 조명탄을 일본함대쪽으로 발사하였다. 패터슨의 함장은 즉각 어뢰발사를 명령하였으나, 안타깝게도 이는 조명탄 소리에 묻혀 전달되지 않았다.:206–7
패터슨함의 기민한 대응에 미군함대 상공에 있던 일본 수상기가 미카와 제독의 명령에 따라 중순양함 캔버라와 시카고 위로 조명탄을 투하하였다.:37 캔버라함은 프랑크 게팅 함장의 지시에 따라 속도를 올려, 미국 수송선과 일본 함대 사이에 위치하고, 시야에 보이는 모든을 목표물을 공격하기 시작한다.:180–4 1분 뒤, 캔버라함이 일본군 함대를 조준하는 중에 일본해군의 죠카이함과 후루카타함이 캔버라함을 향해 포격을 시작하였으며, 다수의 명중탄을 날렸다. 아오바함과 카코함이 사격에 가세하였으며, 3분 사이에 24발의 대구경 포탄이 명중하였다. 초기의 포격으로 캔버라함의 사격장교가 사망하였고, 게팅 함장은 크게 부상을 입었다. 또 캔버라함의 보일러실이 파손당하여 캔버라는 정전상태가 되어 사격을 할 수 없었으며, 교신을 통하여 주변 함선에 상황을 전파할 수도 없게 되었다. 캔버라함은 우현으로 10도쯤 기울어진 채 멈췄다. 당시 모든 일본 함선은 캔버라함의 좌현에 위치하고 있었으므로 우현에 나타난 피해는 좌현에서 우현 홀수선 하단으로 관통한 포탄의 흔적이거나, 어뢰에 맞은 것으로 보인다.:105 만일 켄버라함 우현의 피해가 어뢰에 의한 것이라면, 당시 우현에 위치하고 있던 미해군 구축함 바글레브(USS Baglev)에서 발사된 것일 가능성이 높다. 실제로 바글레브함은 해당 시점에서 어뢰를 발사하였다.:185–205

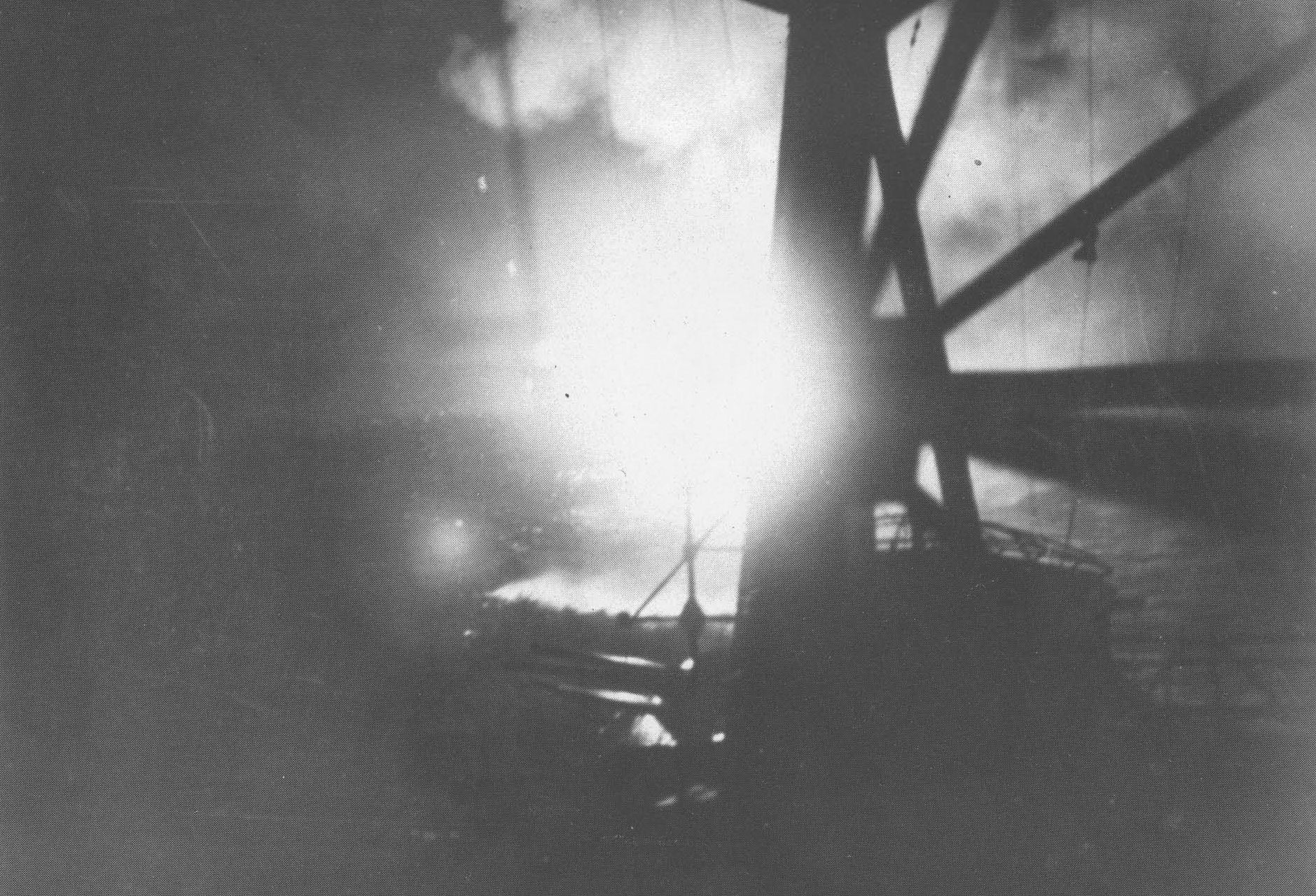
View from the Japanese cruiser Chokai during the battle as aerial flares illuminate the Allied southern force.

중순양함 시카고의 승무원들은 칠흑같은 어둠속에서, 일본군 수상기가 떨어뜨린 플레어로 인해 희미하게 비치는 캔버라의 처참한 꼴을 보고 놀라 보드 함장을 깨우고 경보를 울렸다. 보드 함장은 황급히 일어나 일본군 함대를 향해 5인치 함포에서 조명탄을 쏘라고 명령하였으나, 불발탄이었다.:39 01:47분 일본군 카코함에서 발사한 어뢰가 시카고함의 옆면에 명중하였다. 어뢰폭발로 인한 충격파가 시카고함 주포의 조준기에 피해를 주었다. 두번째 어뢰는 시카고함에 명중하였으나 불발하였다. 그러나 어뢰의 파편이 시카고함의 메인마스트를 타격하여 두명의 승조원이 즉사하였다. 시카고는 40여분간 서쪽으로 도주하였고,:213 그가 지키고 있던 미국 수송선들은 무방비 상태가 되었다. 이 과정에서 시카고는 보조 조준기를 이용해여 추격하는 일본 함대를 향해 함포를 발사하였고, 아마도 일본 순양함 덴류에 미미한 피해를 입힌 것으로 보인다. 보드 함장은 지휘권을 가지고 있던 남부함대의 다른 연합군 함정들에 대한 지휘를 수행하고자 노력하지 않았다. 더구나, 그는 해당 해역의 다른 연합군 함선이나 동료들에게 경고하려는 시도도 하지 않았다.:105–6
유일하게 준비되어 있었던 구축함 패터슨만이 일본군 주력과 홀로 싸움을 계속했다. 그러나 패터슨함은 선미에 포탄을 맞고 상당한 피해를 입었다. 이 포탄 명중으로 10명의 승무원들이 사망하였다. 패터슨함은 그러나 계속 분전하여 기누가사함에 상당한 피해를 입혔다.:107 이후 패터슨함은 전장에서 이탈하여 사보섬 동쪽 해안을 따라 북동쪽으로 도망쳤다.:207 패터슨함과 캔버라함의 이후에 일본 함대와 조우한 바글레브함(USS Baglev)은 반시계 방향으로 제자리를 한바퀴 돌아 어뢰를 사라지는 일본군 주력함대에 발사하였다. 이 어뢰 중 한발이 캔버라에 명중한 것으로 보인다. 바글레브함은 이 후 전투에 참여하지 않았다:38–9. 한편, 일본군 후미에 있었던 유나기함은 구축함 자비스와 서로 한발도 명중하지 못한 함포 대결을 벌인 끝에 서쪽 방면으로 전장을 빠져나갔으며, 사보섬 북서쪽에 있던 일본주력과 다시 합류한다.:199
01:44분, 공격개시후 단 13분만에 미국 남부함대를 괴멸시킨 미카와 제독은 미국 북부함대 방향으로 항진한다. 덴류함과 유바리함이 함대 전력에서 이탈하여 서쪽으로 침로를 틀었다. 후루카타함은 조타에 문제가 있었거나 켄버라함과의 충돌을 피하기 위하여 유바리함과 텐류함 뒤를 따른다. 결과적으로 일본 함대는 양 방향에서 미국 북부함대를 포위하게 된다.:107–8

### 미국 북부함대의 전투

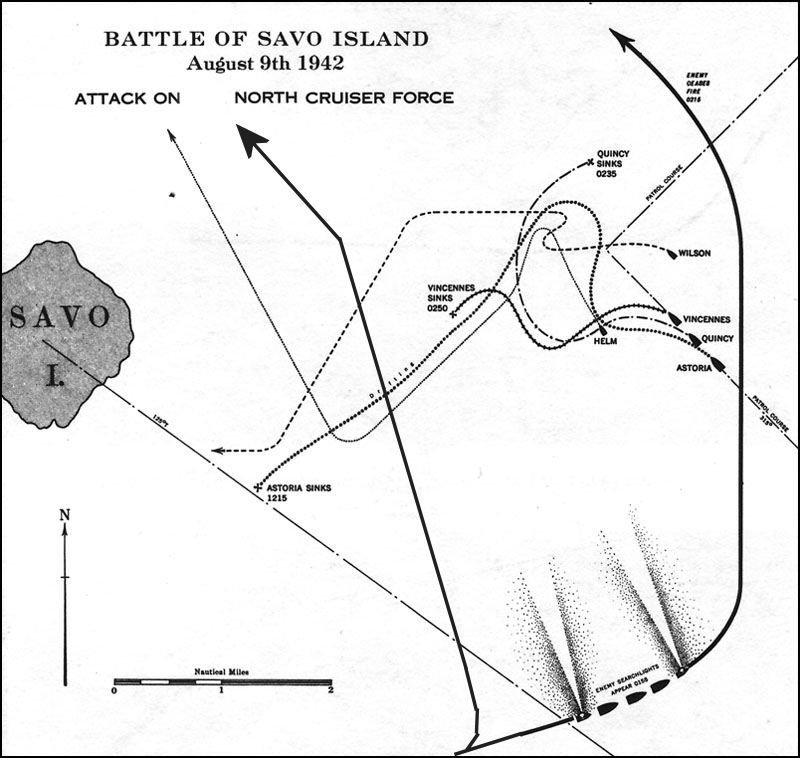
Map of the action northeast of Savo.

미카와 제독 함대가 미국 남부함대를 공격하는 동안, 미국 북부함대의 3명의 함장은 자고 있었으며, 함선들은 10 kn으로 조용히 순항중이었다.:40–7 미국 북부함대의 승무원들은 사보섬 남쪽에서 벌어지는 전투 과정의 포격소리와 조명탄을 관찰하였으며, 페터슨함으로부터 경고 메시지를 받은 상황으로 '2급 경계(Condition II)'에서 '비상(Full Alert)'으로 근무를 전환하였다.:217–21 01:44에 일본 순양함들이 미국 북부함대를 향해 일제히 어뢰를 발사하였다. 01:50에는 일본함대의 전조등이 일제히 미국 북부함대의 순양함 3대를 비추었고, 일본함대의 포격이 시작되었다.:107
미해국 순양함 아스토리아의 함교 승무원은 사보섬 남쪽 조명탄을 목격한 후 01:49에 '전투태세(General Quarters)'를 발령하였다. 01:52에 일본 전조등의 불빛이 아스토리아함을 비추고, 잠시 뒤 집중포화가 시작되었다. 아스토리아함의 사격장교도 일본 순양함을 발견하고 반격을 개시했다. 아스토리아함 함장은 포격소리에 잠에서 깨어 브릿지로 달려갔다. 함장은 아군끼리의 오인사격일 것을 염려하여 사격중지명령을 내렸다. 그러나 일본군의 포격이 계속되자 몇분 뒤 사격재개 명령을 내렸다. 불행하게도 상황은 이미 늦어 일본 중순양함 죠카이가 그 동안 아스토리아와의 거리를 계산하는데 성공하고 다수의 명중탄을 가하였고, 아스토리아함에는 화재가 발생하였다.:41–4 02:00과 02:15 사이에 아오바함, 기누가사함, 카고함이 포격에 합류였다. 아스토리아함의 기관실이 파괴되었고 배에서 화재가 발생하였으며, 함이 완전 정지되었다. 02:16분, 아스토리아함의 남은 함포가 기누가사의 탐조등을 향해 포탄을 발사했으나 빗나갔고, 대신 죠카이의 선수포를 파괴하고 다소의 피해를 입혔다.:231
미해군 중순양함 퀸시(USS Quincy)도 미국 남부함대를 밝히는 조명탄을 관찰하였으며, 패터슨함의 경고메시지도 받은 상태로 '전투태세'를 발령한 상태였다. 덕분에 탐조등을 켜고 다가오는 일본군 함대에 기민하게 반응할 수 있었다. 하지만 퀸시함의 함장이 포격개시를 명하였을 때 승무원들은 준비가 완료되어 있지 않았다. 그 몇 분사이에, 퀸시함은 아오바함, 후루카타함, 덴류함의 십자포화에 크게 손상되었으며, 함상에 화제가 발생하였다. 퀸시함의 함장은 일본 동쪽함대쪽으로 방향을 틀것을 명령하였으나 선회하는 순간에 덴류함에서 발사한 2발의 어뢰에 맞아 심각하게 손상되었다. 퀸시가 살아남은 함포로 기함 죠카이의 조타실을 공격하여 36명의 사망자를 냈으나 미카와 함장은 부상을 당하지 않았다. 02:16, 퀸시함은 아오바함의 어뢰에 맞고 공격능력을 상실하였다.

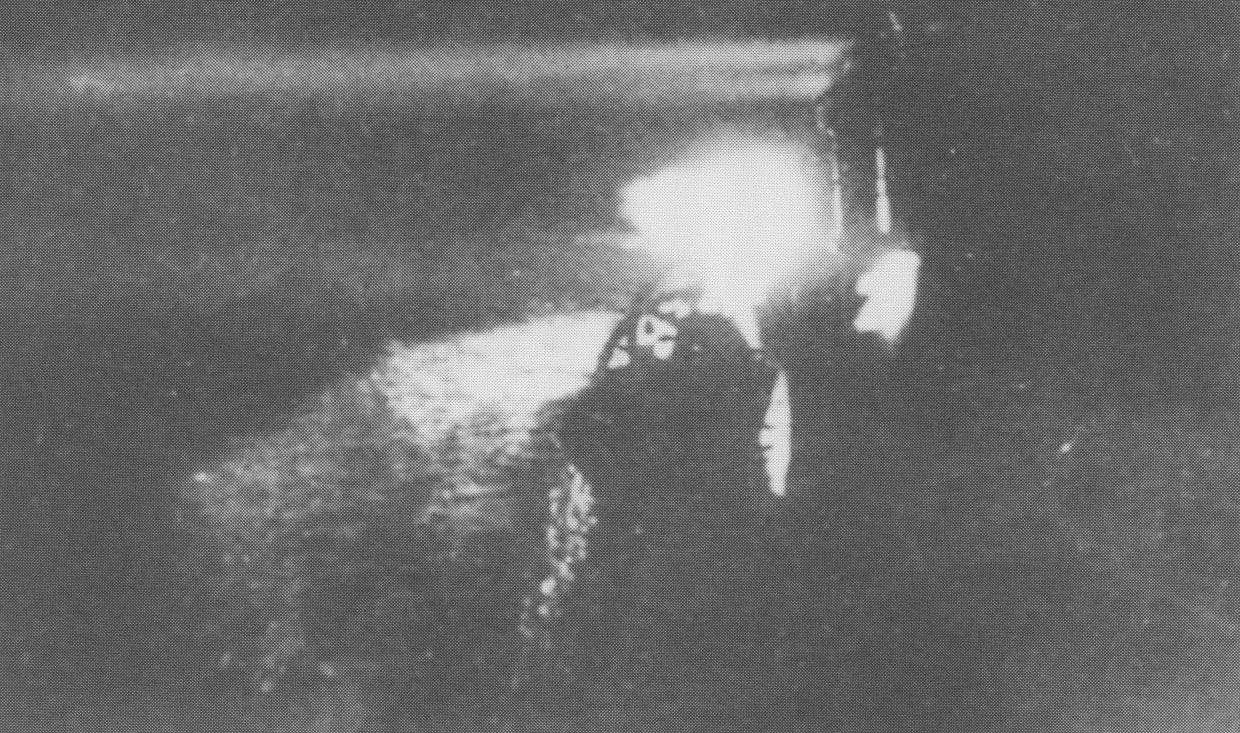
Japanese cruiser Yūbari shines searchlights towards the northern force of Allied warships during the battle.

퀸시함이나 아스토리아함과 같이 순양함 빈센스 또한 남부의 조명탄 뿐만 아니라 남부함대 방향에서 포격도 관찰하였다. 01:50, 미국 순양함들이 일본함대 탐조등에 조사되는 시점에서, 빈센스함은 그 탐조등이 아군인지 적군인지 확신할 수 없어 사격을 시작할 수 없었다. 01:53에 카코함이 빈센스함을 향해 함포를 발사하자 그제서야 주포의 대응사격을 시작하였다.:47 빈센스함이 계속 피탄되자, 함장 프레드릭 리에콜은 속력을 25노트(시속 46 km)까지 올리라고 명령하였다. 그러나 01:55분에 죠카이함에서 발사한 2발의 어뢰가 빈센스함에 명중하여 함이 크게 파손되었다. 더구나 기누가사함이 카코함의 포격에 가세하였다. 빈센스함의 대응사격이 기누가사함의 엔진실에 한발 명중하여 어느정도의 피해를 입혔다. 그러나 일본 함대의 나머지 함들이 포격에 함류하며, 빈센스함은 74발의 포격에 명중되었으며, 02:03에는 유바리함에서 발사한 어뢰에 추가적으로 피격된다. 보일러실이 모두 파괴되어 빈센스함은 완전 정지하였으며, 대규모의 화제가 발생하였고, 좌현으로 기울기 시작하였다. 02:16 리에콜 함장은 퇴함명령을 내렸으며, 02:50에 빈센스함 완전히 가라앉는다.:225–8
전투중, 미군 구축함 헬름(USS Helm)과 윌슨(USS Wilson)은 전투내내 어둠속에서 일본함대를 식별하는데 어려움을 겪었다. 이들은 미카와의 기함 죠카이를 상대로 몇번의 함포를 발사했으나 명중탄은 없었고, 자신들도 아무 피해를 입지 않았다.:114
2시 16분, 일본 해군은 미 해군 북부 함대에 대한 사격을 중지하고 사보섬 북쪽으로 항진한다. 이 과정에서 미해군 구축함 랄프 탈봇(USS Ralph Talbot)과 점촉하여 대파하였다. 그러나 랄프 탈봇함은 근처의 스콜 구역으로 회피하였으며, 일본 함대는 랄프 탈봇함을 버려두고 계속 이동하였다.:50–1

### 미카와의 결심
2시 16분, 미카와 제독은 함내에서 회의를 열어 남은 미군 잔여함대를 소탕하고 사보섬에 무방비로 남겨진 미군 수송함대를 격침시킬 것인가에 대해 토론하였다. 몇가지 점이 미카와 제독의 결심의 근거가 되었다. 먼저 함대의 현재 대형이 무너진 상태이며 정돈하는 데 시간이 걸릴 것으로 판단되었다.:115 또한 수송함을 공격하기 위해서는 어뢰를 재장전해야 했고 이는 많은 노동력과 시간을 필요로 했다. 또한 미카와 제독은 근처 해역에 얼마만큼의 연합군 함대가 잔존해 있었는지 알지 못하고 있었으며, 새로운 전투를 위한 탄약이 충분하지 않다고 생각하였다.:201
무엇보다도, 미카와 제독의 함대는 항공엄호를 전혀 받을 수 없는 반면, 제독은 미군 항공모함이 근처에 있다고 믿고 있었다. 아마도 미카와 제독은 일본 해군이 현재 중순양함을 생산하고 있지 않으며, 생산할 능력이 충분하지 않고, 과달카날 근처에서 미해군 항공 세력에 의하여 손실할 경우 제국 해군에 치명적일 것이라고 판단한 것으로 보인다.:362 그는 미해군이 근처 해역에서 항공모함을 철수하였으며, 한동안 영향력을 미칠수 없다는 사실을 알지 못하고 있었다. 몇몇 참모들이 사보섬 해상의 미군 수송선들을 공격해야 한다고 강하게 주장했지만, 대부분은 퇴각하는데 동의하였다.:237–9 02:20, 미카와 제독은 전군에 퇴각명령을 내렸다.:53

## 전후

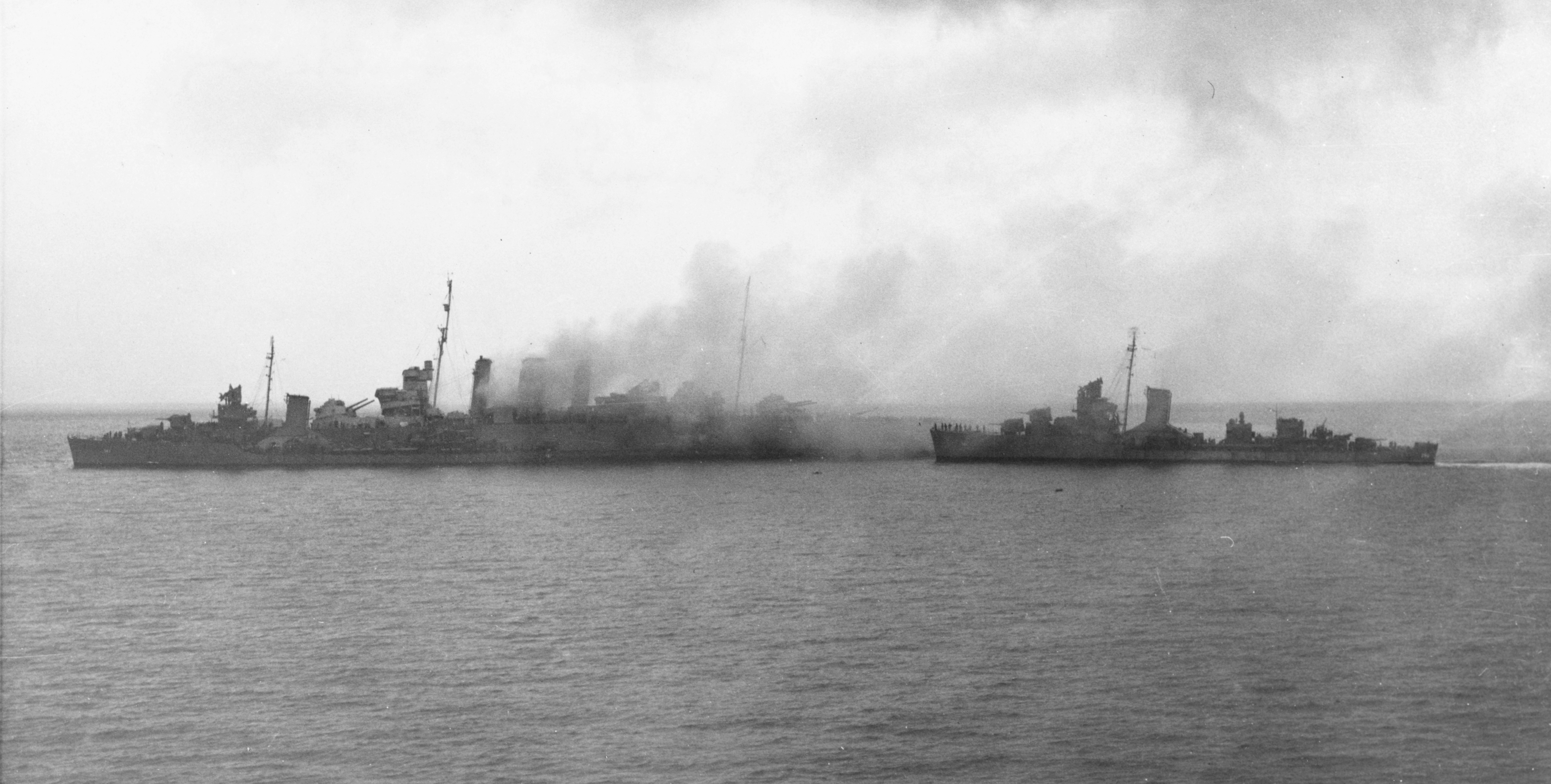
U.S. destroyers Blue and Patterson evacuate the crew from the burning Canberra

8월 9일 04:00에 페터슨함은 켄버라함 옆에서 화제 진압을 돕고 있었다. 05:00에 화제가 거의 진압된 것으로 보였지만, 06:30까지 모든 연합군 함선들을 퇴각시키기로 결정한 터너 제독은 켄버라함이 자력으로 함대에 함류할 수 없다면 침몰 시킬 것을 명령하였다. 생존자들을 수용한후 구축함 셀프리지(USS Selfridge)와 엘럿(USS Ellet)에서 발사한 어뢰와 함포에 의하여 켄버라함이 침몰 되었다.:117–8
8월 9일 오전 중에 벤더그리프트 제독은 터너 제독에게 남은 보급품의 상륙을 요청하였다. 이에 터너 제독은 정오까지 철수 일정을 늦추었다. 이 사이에 아스토리아함 승무원들은 화제를 진압하기 위하여 노력하였으나 실패하였고 12:15에 침몰하였다.:57–9
8월 9일 오전에 부겐빌에 위치한 호주군 관측소에서 라바울에서 출격한 일본군 공격기가 관찰되었다. 연합군은 상륙 작전을 중지하고 공습에 대비하였으나 공격은 없었다. 실제로 일본군 공격 편대는 과달카날 남쪽의 자비스함이 목표였다. 당일 저녁 무렵에 연합군 수송함대와 전투함들은 과달카날 지역에서 철수하였다.:250–3
9월 9일 저녁 늦게 초카이함에서 미카와 제독은 제 6 순양함 분대에서 4척을 카이양에 위치한 모항으로 회항시켰다. 9월 10일 08:10에 카코함은 목적지를 110 km 남기고 미해군 잠수함(USS S-44)에서 발사한 어뢰에 침몰하였다. 다른 3척의 순양함에서 단지 71명만 구조하여 카이양에 복귀하였다.:203

## 참고 서적
- Coombe, Jack D. (1991). 《Derailing the Tokyo Express》. Harrisburg, PA: Stackpole. ISBN 0-8117-3030-1.
- Domagalski, John J. (2010). 《Lost at Guadalcanal: The Final Battles of the Astoria and Chicago as Described by Survivors and in Official Reports》. : McFarland. ISBN 0786458976.
- Dull, Paul S. (1978). 《A Battle History of the Imperial Japanese Navy, 1941–1945》. Naval Institute Press. ISBN 0-87021-097-1.
- Frank, Richard B. (1990). 《Guadalcanal: The Definitive Account of the Landmark Battle》. New York: Penguin Group. ISBN 0-14-016561-4.
- Johnson, William Bruce. The Pacific Campaign in World War II: From Pearl Harbor to Guadalcanal. London; New York: Routledge, 2006. ISBN 978-0-415-70175-4.
- Leckie, Robert (2011) [1962]. 《Strong Men Armed: The United States Marines Against Japan》. Da Capo Press. OCLC 561214425.
- Loxton, Bruce; Chris Coulthard-Clark (1997). 《The Shame of Savo: Anatomy of a Naval Disaster》. Australia: Allen & Unwin Pty Ltd. ISBN 1-86448-286-9.
- Lundstrom, John B. (2006). 《Black Shoe Carrier Admiral: Frank Jack Fletcher at Coral Sea, Midway, and Guadalcanal》. Annapolis:: Naval Institute Press. SBN 1-59114-475-2.
- Morison, Samuel Eliot (1958). 《The Struggle for Guadalcanal, August 1942 – February 1943, vol. 5 of History of United States Naval Operations in World War II》. Boston: Little, Brown and Company. ISBN 0-316-58305-7.
- Murray, Williamson; Allan R. Millett (2001). 《A War To Be Won: Fighting the Second World War》. United States of America: Belknap Press. ISBN 0-674-00680-1.
- Newcomb, Richard F. (1961 (Reissue 2002)). 《The Battle of Savo Island: The Harrowing Account of the Disastrous Night Battle Off Guadalcanal that Nearly Destroyed the Pacific Fleet in August 1942》. New York: Owl Books. ISBN 0-8050-7072-9.